# برگیسدورف

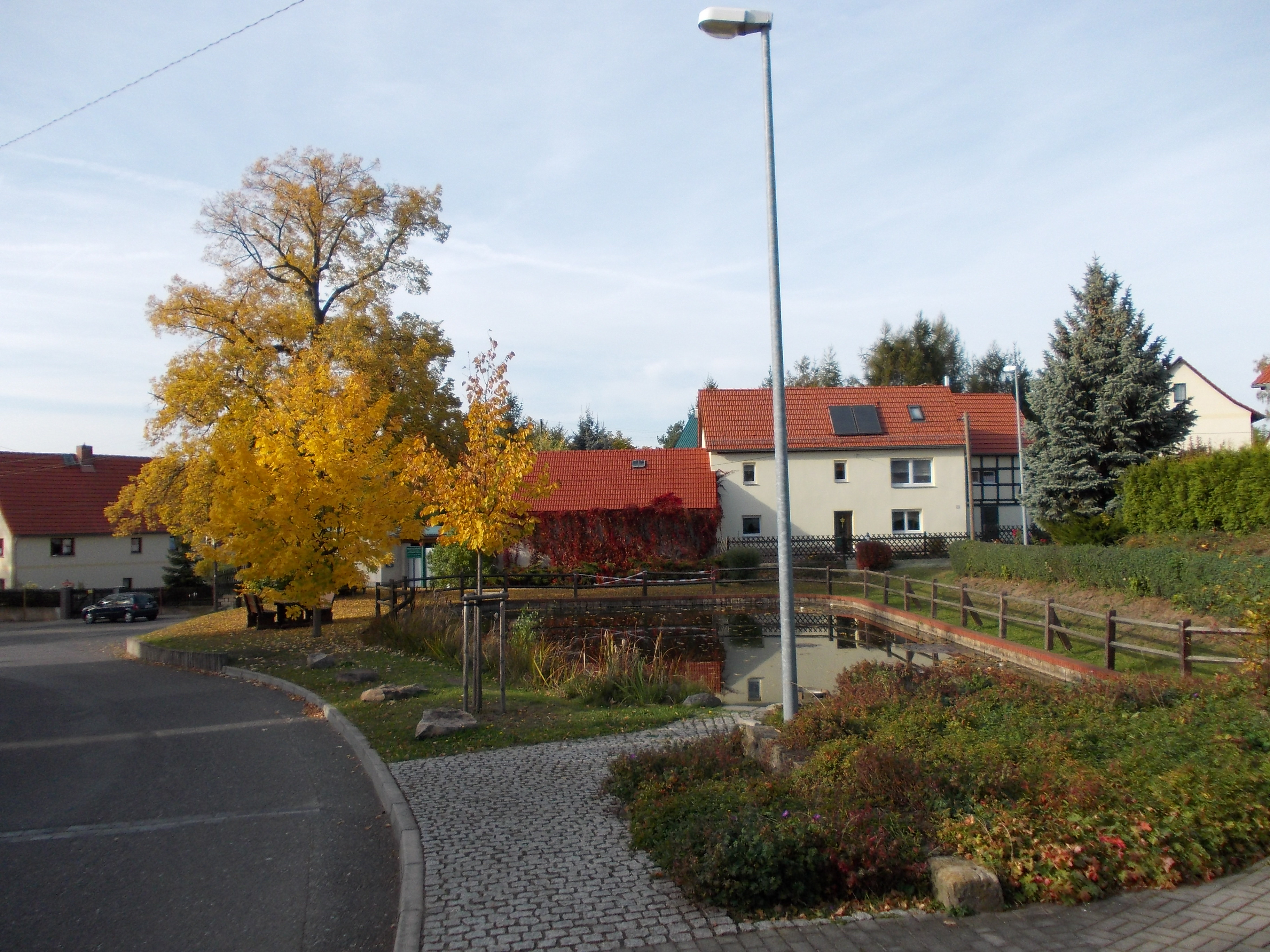
یک منطقهٔ مسکونی در آلمان است که در گوتنبورن واقع شده‌است

برگیسدورف (به آلمانی: Bergisdorf) یک منطقهٔ مسکونی در آلمان است که در گوتنبورن واقع شده‌است. برگیسدورف ۴۱۲ نفر جمعیت دارد.